# Машаров, Фёдор Фёдорович
Фёдор Фёдорович Машаров (1890—1981) — советский военный деятель, участник Первой Мировой, Гражданской, советско-финляндской войн, Великой Отечественной войны. Основатель шахматной школы Карелии. Первый чемпион Карелии по шахматам.
Кавалер ордена Красного Знамени (1922 г.).

## Биография
Родился в семье железнодорожника. Окончил Пермскую гимназию в 1907 г., Михайловское артиллерийское училище в Санкт-Петербурге в 1910 г.
Командир взвода 29-й артиллерийской бригады.
В 1913 г. поступил в Академию генштаба, однако с началом Первой Мировой войны отправлен на фронт. Поручик, офицер батареи. Контужен в 1914 г. В 1915 г. ранен и попал в немецкий плен.
В 1918 г. по возвращении из плена воевал на фронтах Гражданской войны на стороне красных, на Советских Петроградских командных артиллерийских и финских командных курсах. В 1919 г. — начальник штаба 1-й бригады 1-й стрелковой дивизии. Воевал на Северном фронте, автор плана Видлицкой операции. После разгрома Северной армии, воевал на Южном фронте против Врангеля.
В 1921—1922 гг. участвовал в разгроме т. н. «карельской авантюры», командир батареи Интернациональной военной школы. Участник рейда на Кимасозеро.
В 1922 г. после демобилизации — работал в лесной промышленности, в с. Святозере.
С 1924 г. член правления карельского союза охотников.
С 1929 г. — на руководящих должностях в Наркомфине АКССР.
В 1930 г. — служил в Управлении лесами АКССР.
С 1932 г. — начальник отдела боевой подготовки совета Осоавиахима АКССР, военрук учебного комбината Мурманской железной дороги.
С 1934 г. — инспектор Карельского Совета по физкультуре и спорту.
В 1939—1940 гг. — в Управлении артиллерии 7-й отдельной армии. Помощник начальника штаба артиллерии 56-го стрелкового корпуса.
1941 г. начальник штаба артиллерии 67-й стрелковой дивизии.
С 1943 г. — в учебном центре самоходной артиллерии.
После демобилизации из Красной Армии с 1 марта 1946 года назначен тренером-педагогом по фехтованию и руководителем шахматно-шашечного кружка. Дворца пионеров г. Петрозаводска.
Известен как спортсмен — организатор шахматной жизни Карелии.
Участвовал в турнире в г. Санкт-Петербурге в 1913 г., всероссийских соревнованиях 1926 г.
Первый чемпион Карелии по шахматам (1926 г).
Организатор Первого всекарельского шахматного турнира 24 февраля 1926 г.
Депутат Петрозаводского городского совета в 1925—1926 гг.

## Награды
- Орден Святого Станислава III степени с мечами и бантом (1915)[5]
- Серебряные часы от командования Карфронтом (1922).
- Орден Красного Знамени (1922)
- Орден Отечественной войны второй степени (1944)[6]
- Медаль за победу над Германией (1945)
- Отличник физкультуры (1953)
- Отличник народного просвещения Карело-Финской ССР (1954)

## Память
- Занесён в Книгу почёта спортсменов Карелии (1955 г.).
- В Петрозаводске и Кондопоге проводятся традиционные шахматные турниры имени Ф. Ф. Машарова.
- 19 июля 2019 г. на здании по проспекту Ленина, 11 в г. Петрозаводске установлена памятная доска Ф. Ф. Машарову[7].